# 石川行男
石川 行男（いしかわ ゆきお、1932年12月12日 - ）は、日本の陸上競技選手である。
1951年アジア競技大会（ニューデリー）及び1954年アジア競技大会（マニラ）に出場し、走り高跳びで銀メダルを獲得した。
1956年メルボルンオリンピックで、男子の走り高跳びに出場した。
1958年アジア競技大会（東京）に出場し、走り高跳びで銅メダルを獲得した。